# Хайне ван Гизегем
Ха́йне ван Ги́зегем (Hayne van Ghizeghem; ок. 1445, возможно, в Гейзегеме, близ Гента — до 1497, Франция) — фламандский композитор, работал в северных землях Бургундского герцогства. В отличие от многих представителей франко-фламандской (нидерландской) школы Хайне прославился не церковной полифонией, а светскими песнями в твёрдых формах.

## Очерк биографии и творчества
Ещё мальчиком в 1457 поступил на службу к будущему герцогу бургундскому Карлу Смелому. С бургундским двором связан и расцвет творчества Хайне. Он упоминается как певчий у Карла в 1467 году. Хайне находился в свите герцога в ходе нескольких его военных кампаний: в подавлении Льежского восстания 1468 года, в дни осады Бове (в 1472 году) и, наконец, в трагической осаде и битве при Нанси (в 1476-77 годах). Выжил ли музыкант в этой битве или нет, неизвестно; во всяком случае, биографическими документами позднейшей датировки наука не располагает. Поскольку большинство сохранившихся сочинений Хайне регистрируется во французских рукописях, датированных после 1480 года, выдвигается гипотеза, что музыкант всё-таки уцелел после разгрома бургундского войска и остаток жизни служил при дворе французского короля. В панегирической поэме поэта Гийома Кретена на смерть Окегема, написанной в 1497, рассказывается, как Окегема в загробном мире дружелюбно приветствует сонм знаменитых музыкантов, и в том числе Хайне, который напевает его (Окегема) мотет «Ut heremita solus», подыгрывая себе на лютне. Судя по этому «свидетельству», к указанной дате Хайне уже не было в живых.
Всё сохранившееся наследие Хайне исчерпывается светскими многоголосными песнями на французском языке  (всего около 20), преимущественно в жанре рондо́; самые популярные — «Allez regrets», «De tous biens plaine», «La regretée» и «Mon souvenir». О его церковной музыке ничего неизвестно.

## Признание
О значимости Хайне для современников свидетельствует то, что его сочинения были опубликованы Оттавиано Петруччи (ок. 1501) в первом печатном сборнике многоголосной музыки «Одекатон». Мотет Пьера Мулю́ (Pierre Moulus) «Mater floreat» воздаёт хвалы Хайне наряду с Обрехтом, Компером и Пьером де ла Рю. О популярности рондо «De tous biens plaine» свидетельствует его многократное использование в качестве cantus firmus в ренессансных мотетах и мессах (впервые, вероятно, в мотете Компера «Omnium bonorum plena», ок. 1474 года).

## Сочинения
Критическое издание всех произведений Хайне выполнил Б. Хадсон в т. 74 серии Corpus mensurabilis musicae (Rome, 1977).

### Рондо
- A l’audience
- Allez, regrets
- Amours, amours
- Ce n’est pas jeu
- De quatre nuyts
- De tous biens plaine
- De vous aymer
- Gentilz gallans
- Je sçay tout
- La regretée
- Les grans regrets
- Mon souvenir
- Penser en vous
- Plus n’en auray
- Pour ce que j’ay jouy
- Si une fois puis recouvrir (фрагмент)

### Dubia
- Chi dit on benedicite (рондо)
- De vous servir (рондо)
- Elle en est (рондо)
- J’ay bien choisi (рондо)
- Je suis venu (форма неясна)
- Se je vous eslonge (виреле).